# Ira Konigsberg
Ira Konigsberg (Nueva York, Estados Unidos, 30 de mayo de 1935) es un catedrático de Cine y Lengua Inglesa en la Universidad de Míchigan. Dicta clases de cine, medios de comunicación y literatura. Ha publicado libros y artículos relacionados con dichos temas. El más conocido de ellos es Diccionario completo de Cine, que en su edición revisada y ampliada contiene 4.000 términos. Ira también ha participado en producciones de cine y teatro.
Es miembro del American Film Institute (Instituto Estadounidense del Cine), Modern Language Association, Society for Cinema Studies y University Film and Video Association.  

## Obras
- The Complete Film Dictionary (1997)[2]
- Samuel Richardson and the Dramatic Novel (1968)[3]